# Martin Serre
Pour les articles homonymes, voir Serre (homonymie).
Pas d'image ? Cliquez ici

a Compétitions nationales et continentales officielles uniquement.

Martin Serre, né le 19 décembre 1909 au Boulou (Pyrénées-Orientales) et mort le 15 mars 1992 dans la même ville, est un joueur français de rugby à XV et de rugby à XIII évoluant aux postes de troisième ligne ou de demi d'ouverture dans les années 1920 et 1930.
Enfant du Boulou, Martin Serre intègre l'U.S.A. Perpignan avant 1934. Radié et exclu du rugby à XV en mars 1934 pour avoir demandé un dédommagement financier à son club sur fond d'amateurisme marron, il prend la décision de changer de code de rugby en prenant part à la naissance du XIII Catalan avec Aimé Bardes en rugby à XIII, importé par l'ancien international de rugby à XV Jean Galia. Avec le club catalan, il remporte le Championnat de France en 1936.
Après la Seconde Guerre mondiale durant laquelle le rugby à XIII est interdit par le gouvernement de Vichy, il devient entraîneur de rugby à XIII et dirige quelques saisons le XIII Catalan.

## Biographie
Originaire du Boulou où il pratique du rugby dans le club local, il intègre le club de rugby à XV de l'U.S.A. Perpignan avant 1934
Exclu et radié du rugby à XV sur fond d'amateurisme marron, Martin Serre opte pour le rugby à XIII nouvellement importé par Jean Galia, à l'instar d'Aimé Bardes. Il s'engage au XIII Catalan qui prend part au Championnat de France débutant en fin d'année 1934. Pour lancer le passage du club villeneuvois au rugby à XIII, Galia organise une tournée en Angleterre et y intègre des joueurs méridionaux dont Martin Serre qui répond positivement à cette invitation à l'instar de Marcel Daffis, François Noguères et Maurice Porra. Il revient de cette tournée avec le péroné cassé et se déplace en fauteuil roulant, n'entamant pas sa confiance en ce code de rugby et prenant part à la première saison du XIII Catalan.

## Palmarès
- Collectif :
  - Vainqueur du Championnat de France : 1936 (XIII Catalan).
  - Finaliste du Championnat de France : 1937 (XIII Catalan).
  - Finaliste de la Coupe de France : 1935 (XIII Catalan).
  - Finaliste de la Coupe de France : 1937 (XIII Catalan).

### Statistiques
| Saison    | Saison       | Championnat           | Championnat | Coupe           | Coupe      |
| Saison    | Saison       | Comp.                 | Class.      | Comp.           | Class.     |
| --------- | ------------ | --------------------- | ----------- | --------------- | ---------- |
| 1934-1935 | XIII Catalan | Championnat de France | 6e          | Coupe de France | Finaliste  |
| 1935-1936 | XIII Catalan | Championnat de France | Vainqueur   | Coupe de France | 1/4 finale |
| 1936-1937 | XIII Catalan | Championnat de France | Finaliste   | Coupe de France | Finaliste  |
| 1937-1938 | XIII Catalan | Championnat de France | 1/4 finale  | Coupe de France | 1/2 finale |